# Retângulo de ouro
Em geometria, o retângulo de ouro surge do processo de divisão em média e extrema razão, de Euclides. Ele é assim chamado porque ao dividir-se a base desse retângulo pela sua altura, obtêm-se o número de ouro 1,618.

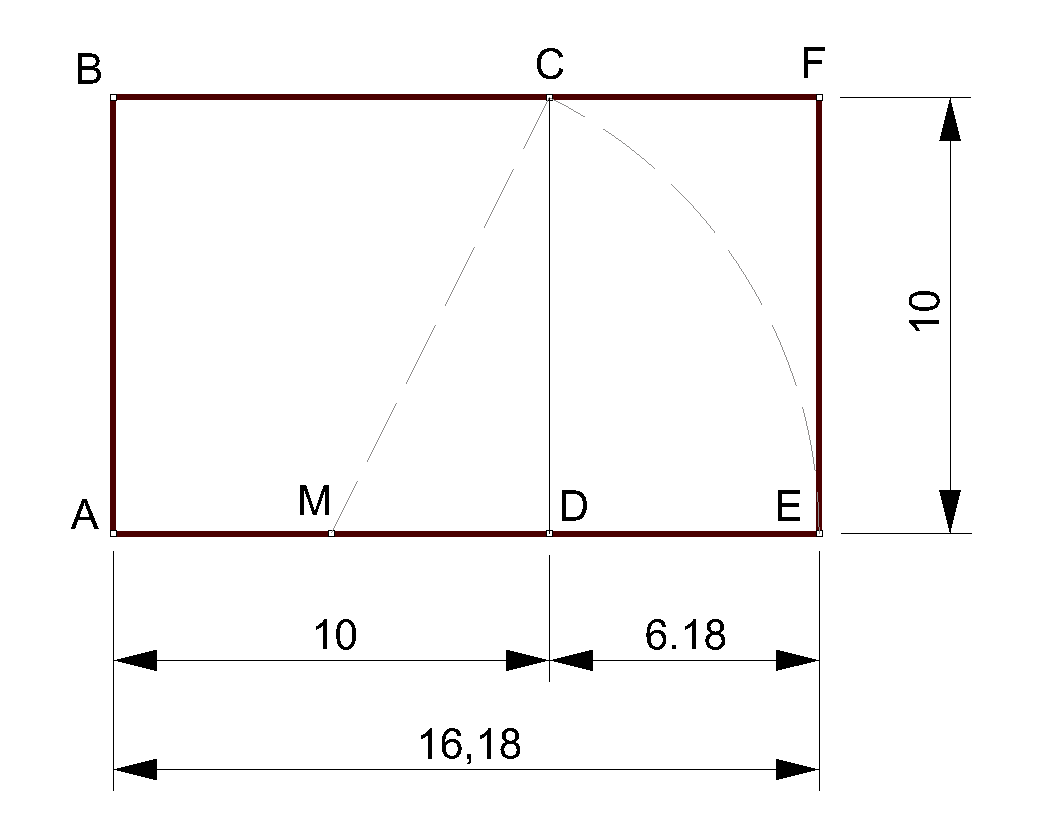
Processo de construção do retângulo de ouro com medidas.

## Construção geométrica
Construção com régua e compasso, baseada na figura principal:
1. Parta de um quadrado de vértices ABCD,
2. Centre o compasso em M, que é o ponto médio do segmento AD,
3. Com abertura MC trace um arco de circunferência,
4. A interseção do arco com o prolongamento de AD, determina o ponto E,
5. O retângulo de vértices ABFE é um retângulo de ouro,
6. O retângulo interno de vértices CDEF também é um retângulo de ouro (proporcional),
7. O processo pode ser repetido indefinidamente para mais ou para menos.

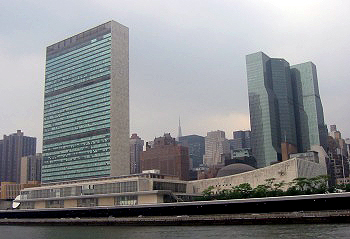
Sede das Nações Unidas: a fachada do edifício é formada por retângulos de ouro.

## Aplicação nas artes
O retângulo de ouro é um desenho geométrico muito presente nas artes. A psicologia da percepção demonstra que o retângulo de ouro parece agradável à vista, ao ser confrontado com outros formatos aleatórios.
Arquitetos e artistas da Grécia Antiga acreditavam que a razão de ouro potencializava o valor estético dos monumentos e das esculturas. O Parténon ilustra o uso arquitetônico do retângulo de ouro.
Na arquitetura moderna, exemplos de edifícios projetados por Le Corbusier, ou a sede das Nações Unidas contêm o retângulo de ouro em suas fachadas.